# Platypeza thomasseti
Platypeza thomasseti är en tvåvingeart som beskrevs av Brunnetti 1929. Platypeza thomasseti ingår i släktet Platypeza och familjen svampflugor. Inga underarter finns listade i Catalogue of Life.